# Пулья, Жозе Фернандо
Жозе́ Фернандо Пулья (порт.-браз. José Fernando Puglia; 23 января 1937, Сан-Жозе-ду-Риу-Парду — 6 апреля 2015, Сан-Паулу), в некоторых источниках ошибочно написан Фердинандо (итал. Ferdinando) — бразильский футболист, полузащитник. Является одним из трёх игроков в истории клуба «Спортинг» из Лиссабона, проведших более 50 матчей за клуб и имевших показатель не менее одного забитого гола за игру.

## Карьера
Фернандо родился в Сан-Жозе-ду-Риу-Парду в обеспеченной семье: его отец Франсиско Пулья был политиком, в частности занимал пост мэра Каза-Бранки. Там же он начал играть в футбол, выступал за молодёжную команду «Итоби», а затем за «Каза-Бранку». Профессиональную карьеру Фернандо начал в клубе «Палмейрас», в котором он дебютировал 25 мая 1955 года на Межштатном турнир в Ресифи против клуба «Спорт» (2:1), выйдя на замену вместо Нея. 13 сентября он забил первый мяч за клуб, поразив в товарищеской игре ворота клуба «Серро Портеньо» (7:1). 26 октября футболист впервые сыграл в чемпионате штата Сан-Паулу в матче с «Нороэсте» (3:2). А в следующей игре, 30 октября с «Понте-Претой» (2:0), забил первые два мяча в розыгрыше этого турнира. Всего в первом сезоне в «Палмейрасе» Фернандо провёл 11 матчей и забил 5 голов. Со следующего сезона полузащитник стал твёрдым игроком основного состава команды. Он провёл за клуб 20 матчей и забил 9 голов, включая два мяча в матче чемпионата штата с XV ноября их Жау (3:1). Годом позже Фернандо сыграл за «Вердао» 32 матча и забил 6 голов. Последним сезоном полузащитника в Палмейрасе стал 1958, в котором он сыграл 11 встреч и забил 4 гола. Всего за клуб Фернандо провёл 74 матча и забил 24 мяча. В том же 1959 году он перешёл в стан «Санта-Круза», а затем в «Сан-Паулу», где сыграл 5 матчей и забил 1 гол.
Летом 1959 года Фернандо перешёл в лиссабонский «Спортинг». Трансферу способствовала рекомендация бывшего партнёра по «Палмерасу» Фаустино. 20 сентября 1959 года он дебютировал в основе клуба в матче чемпионата Португалии с «Баррейру», где забил единственный мяч в игре. Всего в первом сезоне он провёл 30 матчей и забил 35 голов, став лучшим бомбардиром клуба в сезоне, из них 23 в чемпионате — второе место среди лучших бомбардиров турнира. При этом, в отличие от предыдущих команд, футболист чаще играл на месте центрального нападающего составляя пару в атаке вместе с Хуаном Семинарио. Также он забил 4 гола на международном футбольном турнире в США, по другим данным 3 гола. С приходом на пост главного тренера Альфредо Гонсалеса и в клуб нападающего Эрнесту Фигейреду, Фернандо возвратился в полузащиту. За клуб во втором сезоне он сыграл 27 матчей и забил 22 гола. 10 июня 1961 года Фернандо забил последний мяч в составе «Спортинга», поразив ворота «Витории» в матче Кубка Португалии (4:1). А 3 июня сыграл последнюю игру за клуб, в котором его команда проиграла «Порту». Всего за клуб он провёл 61 матч и забил 61 гол, дважды завоевав со «Спортингом» серебряные медали чемпионата и единожды дойдя до финала Кубка страны.
В 1961 году Фернандо перешёл в итальянский клуб «Палермо» за 330 миллионов лир, став первым бразильцем в истории этой команды. 3 сентября он дебютировал в клубе в матче со СПАЛ (1:3), а 24 сентября забил первый мяч за клуб, поразив ворота «Венеции» (1:0). Всего в первом сезоне в чемпионате он провёл 33 матча и забил 10 голов. Один из голов он забил в ворота «Интера» (1:0), чей тренер Эленио Эррера ранее отказался покупать Фернандо: когда игрок забил гол, он схватил мяч и передал его в руки Эрреры, крича «Эррера ча, ча, ча». В 1962 году футболист был куплен «Ювентусом». За клуб он провёл один матч — 25 апреля в Кубке Италии с «Брешией». После чего возвратился в «Палермо», за который провёл 29 матчей и забил 3 гола. В 1963 году он перешёл в «Бари», где дебютировал 15 сентября в матче с «Ромой» (1:3). 29 декабря Фернандо забил первый мяч за клуб, поразив ворота СПАЛ (1:0). Всего в первом сезоне он провёл 11 матчей и забил 2 гола. В следующем сезоне полузащитник сыграл в 24 матчах и забил 2 мяча. Последний матч в Италии Фернандо сыграл 13 июня 1965 года, в котором «Бари» проиграл «Наполи» со счётом 0:2.
В 1965 году Фернандо возвратился в Бразилию, став игроком клуба «Санта-Круз» из Ресифи. Потом он перешёл в «Бангу», где играл до 1969 года, проведя 89 матчей и забив 10 голов. Ещё одной командой в карьере футболиста стал американский клуб «Хьюстон Старз», за который он провёл 9 матчей и забил 3 гола в турнире 1967 года, где состав команды состоял из игроков «Бангу». Завершив игровую карьеру, Фернандо занялся бизнесом по продаже автомобилей, а затем по производству скобяных изделий. После неудач в этой сфере, он устроился торговым представителем в фирму Fama Ferragens. Последние годы жизни Фернандо провёл в своём доме в районе Бруклин в Сан-Паулу. В 2015 году он был госпитализирован в больницу Санкта-Маджоре с осложнениями, вызванными дыхательной и почечной недостаточностью. 6 апреля там Фернандо скончался. Его тело был кремировано, а прах похоронен на кладбище Вила Мариана в Сан-Паулу.

## Статистика
| Сезон     | Клуб                | Лига              | Чемпионат | Чемпионат | Кубок | Кубок | Прочие | Прочие |
| Сезон     | Клуб                | Лига              | Игры      | Голы      | Игры  | Голы  | Игры   | Голы   |
| --------- | ------------------- | ----------------- | --------- | --------- | ----- | ----- | ------ | ------ |
| 1955      | Палмейрас           | Лига Паулиста     | 7         | 3         | —     | —     | 1      | 0      |
| 1956      | Палмейрас           | Лига Паулиста     | 5         | 4         | —     | —     | 4      | 2      |
| 1957      | Палмейрас           | Лига Паулиста     | 7         | 2         | —     | —     | 9      | 1      |
| 1958      | Палмейрас           | Лига Паулиста     | 0         | 0         | —     | —     | 6      | 3      |
| 1958      | Санта-Круз (Ресифи) | Лига Пернамбукано |           |           | —     | —     |        |        |
| 1959      | Сан-Паулу           | Лига Паулиста     | 5         | 1         | —     | —     | —      | —      |
| 1959/1960 | Спортинг (Лиссабон) | Примейра          | 23        | 23        | 7     | 13    | 4      | 3      |
| 1960/1961 | Спортинг (Лиссабон) | Примейра          | 20        | 17        | 7     | 5     | —      | —      |
| 1961/1962 | Палермо             | Серия А           | 33        | 10        | 1     | 0     | —      | —      |
| 1961/1962 | Ювентус             | Серия А           | 0         | 0         | 1     | 0     | —      | —      |
| 1962/1963 | Палермо             | Серия А           | 29        | 3         | 1     | 0     | —      | —      |
| 1963/1964 | Бари                | Серия А           | 11        | 2         | 0     | 0     | —      | —      |
| 1964/1965 | Бари                | Серия B           | 24        | 2         | 0     | 0     | —      | —      |
| 1965      | Санта-Круз          | Лига Пернамбукано |           |           | —     | —     |        |        |
| 1967      | Бангу               | Лига Кариока      | 5         | 0         | 8     | 0     | 1      | 0      |
| 1967      | Хьюстон Старз       | ОАС               | 9         | 3         | —     | —     | —      | —      |
| 1968      | Бангу               | Лига Кариока      | 15        | 1         | 11    | 0     | 2      | 0      |
| 1969      | Бангу               | Лига Кариока      | 18        | 0         | —     | —     | 0      | 0      |

1. ↑  В графу «Кубок» входят матчи национальных кубков, Кубок Роберто Гомеса Педрозы
2. ↑  В графу «Прочие» входят Межштатный турнир в Ресифи 1955, Турнир Роберто Гомеса Педрозы в штате Сан-Паулу 1956, Турнир Рио-Сан-Паулу 1957 и 1958,  Межштатный турнир в Жуис-ди-Фора 1957,  Турнир Начала чемпионата Сан-Паулу 1957 и 1958, Международный турнир в США 1960, Турнир чемпионов федерации футбола Минас-Жерайс[порт.] 1967, Турнир в Кампинасе 1968
3. ↑  Турнир закончился в январе 1956 года. В статистику входят и эти матчи
4. 1 2 3  Входят матчи Кубка Гуанабара

## Личная жизнь
Фернандо был женат на Эленике. У них было двое детей — Силвия Кристина и Фернандо Эдуардо.